# Eriosema pygmaeum
Eriosema pygmaeum är en ärtväxtart som beskrevs av John Gilbert Baker. Eriosema pygmaeum ingår i släktet Eriosema och familjen ärtväxter. Inga underarter finns listade i Catalogue of Life.